# Триэргон
Триэргон (нем. Tri-Ergon) — первая система звукового кинематографа с записью звука оптическим методом на киноплёнку, запатентованная в 1919 году тремя немецкими изобретателями — Йозефом Энгелем, Гансом Фохтом и Йозефом Массолем. Название составлено из двух греческих слов и буквально означает «Работа трёх». Технология обеспечивает точную синхронизацию звука с изображением, не зависящую от настроек кинопроектора, за счёт использования общего носителя. Первая демонстрация состоялась во время премьеры фильма «Поджигатель» (нем. Der Brandstifter) 17 сентября 1922 года в Германии. Из-за технических особенностей стандарт не получил коммерческого распространения, но стал основой для разработки большинства аналогичных систем во всём мире.

## Технические особенности
Система предусматривает создание фотографическим способом на киноплёнке оптической звуковой дорожки переменной плотности. Для её размещения используется нестандартная киноплёнка шириной 42 миллиметра. От обычной 35-мм киноплёнки она отличается более широким промежутком между одним из рядов перфорации и краем плёнки, позволяющим записывать фонограмму шириной 7 мм. Такие размеры позволяли обеспечить удовлетворительные характеристики звука на широкой звуковой дорожке без изменения соотношения сторон привычного в те годы «немого» кадра 18×24 мм. Частота съёмки и проекции также установлена нестандартная — 20 кадров в секунду. Главным соображением при выборе этого параметра было обеспечение достаточной скорости движения киноплёнки мимо звукозаписывающего и звукочитающего светового штриха, необходимой для достаточного диапазона частот фонограммы. 
Нестандартная ширина киноплёнки и кадровая частота не позволили распространить «Триэргон» в коммерческом кинематографе. Ни один из существующих кинопроекторов не был приспособлен для работы с такой киноплёнкой, а последующее введение всеобщего стандарта 24 кадра в секунду для звукового кино сделало невозможным прокат таких фильмов. В результате, по этой системе не было снято ни одного полнометражного фильма, в итоге все существующие картины с фонограммой «Триэргон» так и остались экспериментальными, запечатлев музыкальные номера и выступления известных ораторов. Тем не менее, формат стал прообразом большинства последующих систем, многие из которых получили широкое распространение. Разработчики впервые применили для записи малоинерционную газосветную лампу, обеспечив качественную запись высоких частот. Кроме того, для стабилизации скорости киноплёнки в звукоблоке впервые использован маховик, а для воспроизведения звука — электростатический громкоговоритель.
В 1927 году после поездки Йозефа Энгла в США кинокомпания «XX век Фокс» за 50 000 долларов купила у фирмы «Триэргон АГ» права на использование патентов. В этом же году Массоль продемонстрировал свою технологию в Москве. В оригинальном виде стандарт не был использован, но его элементы послужили основой при разработке американских систем «Фонофильм Фореста» и «Мувитон», а также советского «Тагефона». Однако советская система, как и большинство современных ей, была более совершенной за счёт использования безынерционного оптического модулятора света на основе эффекта Керра.